# George Sarton
George Alfred Leon Sarton (Gent, 31 de agosto de 1884 — Cambridge (Massachusetts), 22 de março de 1956) foi um químico e historiador belga, considerado o fundador da disciplina história da ciência. Abandonou a Bélgica por causa da Primeira Guerra Mundial, fixando-se nos Estados Unidos, onde permaneceu o resto de sua vida pesquisando e escrevendo sobre a história da ciência. Pai da escritora May Sarton.

## Vida e obra
Graduado pela Universidade de Gent em 1906, onde obteve o doutorado em matemática em 1911. Casou com Mabel Eleanor Elwes. Imigrou para a Inglaterra após a irrupção da Primeira Guerra Mundial em 1914, e seguiu para os Estados Unidos em 1915. Trabalhou na Carnegie Institution e lecionou na Universidade Harvard em 1916-1918,  onde tornou-se lecturer em 1920 e depois professor de história da ciência de 1940 até aposentar-se em 1951.
Sarton planejou completar uma coleção exaustiva em nove volumes sobre a história da ciência que, durante a elaboração do segundo volume levou-o a aprender árabe e viajar pelo Oriente Médio para inspecionar manuscritos originais de cientistas islâmicos, mas que na morreu quando somente os três primeiros volumes estavam concluídos. Eram: I. From Homer to Omar Khayyam; II. From Rabbi Ben Ezra to Roger Bacon, pt. 1-2; III. Science and learning in the fourteenth -century, pt. 1-2. 1927-48.
Após sua morte uma coletânea representativa de seus artigos foi editada por Dorothy Stimson e publicada pela Harvard University Press em 1962.

## History of Science Society
Em memória às conquistas de Sarton, a History of Science Society criou a Medalha George Sarton, sua mais prestigiada premiação. É concedida anualmente desde 1955. Sarton foi o fundador da sociedade e das publicações Isis e Osiris.

## Publicações selecionadas
- Introduction to the History of Science, (I. From Homer to Omar Khayyam. — II. From Rabbi Ben Ezra to Roger Bacon, pt. 1-2. — III. Science and learning in the fourteenth-century, pt. 1-2. 1927-48.) Baltimore: Williams & Wilkins.
- A History of Science. Ancient science through the Golden Age of Greece, Cambridge, Mass: Harvard University Press, 1952.
- A History of Science. Hellenistic science and culture in the last three centuries B.C., Cambridge, Mass.: Harvard University Press, 1959.
- The Study of the History of Science (German: Das Studium der Geschichte der Naturwissenschaften,  Frankfurt am Main: Klostermann, 1965.)

## Publicações
- Sarton, George (1924). «The New Humanism». Isis. 6 (1): 9–42. JSTOR 223969
- Sarton, George (1927–48) Introduction to the History of Science (3 v. in 5), Carnegie Institution of Washington Publication no. 376. Baltimore: Williams and Wilkins, Co.
- George Sarton (1951) "The Incubation of Western Culture in the Middle East: a George C. Keiser Foundation Lecture", March 29, 1950, Washington DC

## Notes

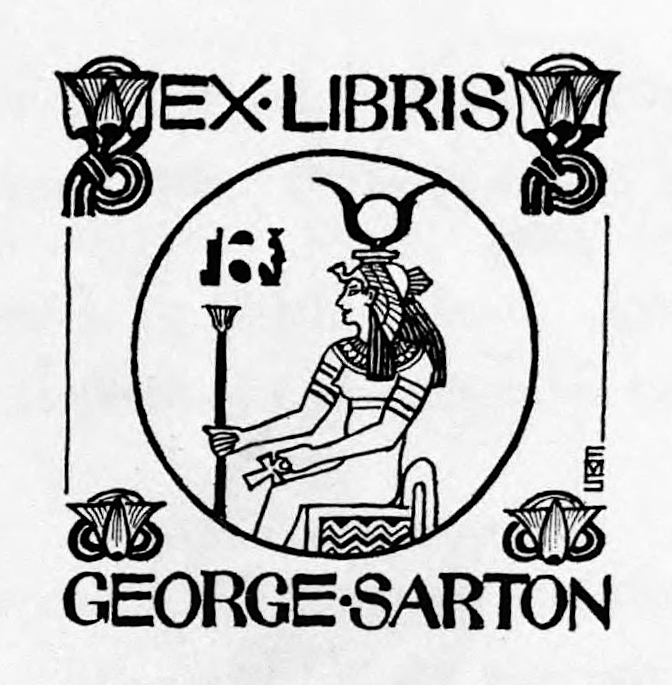
Bookplate of George Sarton

1. ↑  Journal of the History of the Behavioral Sciences.  Volume 21 Issue 2, Pages 107 - 117.[ligação inativa] The life and career of George Sarton: The father of the history of science, by Eugene Garfield.  Published Online: 13 Feb 2006
2. ↑  Sarton, G. (1952) A Guide to the History of Science. Waltham, MA: Chronica Botanica